# Éditions Ring
Pour les articles homonymes, voir Ring.
Ring est une ancienne maison d'édition française indépendante, fondée en 2012 par David Serra. Sa ligne éditoriale est considérée par les médias comme politiquement orientée à l'extrême droite. Elle a publié des thrillers, documents, témoignages, enquêtes d'investigation, true crimes, romans, essais et bandes dessinées. 
À la suite de problèmes personnels, le créateur David Serra décide de mettre en vente la maison d'édition le 1er mai 2021 et d'arrêter ses activités d'éditeur.

## Historique
Les éditions Ring sont fondées en 2012 dans le sillage de la revue Sur le ring, considérée par Michel Houellebecq comme la meilleure revue littéraire de l'époque.
Parmi les premiers auteurs publiés, il y a Zineb El Rhazoui, Julian Assange, Stéphane Bourgoin, Waleed Al-Husseini, Pierre Rehov, Joël Houssin, Laurent Obertone, Frédérique Lantieri, Dominique Rizet, Philippe Verdier, Ghislain Gilberti, Norman Mailer, Jimmy Page (édition française), Jocko Willink, Papacito ou le dessinateur Marsault. 
Le directeur littéraire de la maison, Raphaël Sorin, a édité par le passé Michel Houellebecq, Charles Bukowski, Philip K. Dick ou encore William S. Burroughs. Xavier Raufer est quant à lui conseiller de la maison.
En janvier 2016, Ring lance sa marque de poche, La Mécanique générale, qui réédite les principaux succès de la maison deux ans après leur parution mais également des ouvrages parus chez d'autres éditeurs. 
En août 2018, la première exposition du dessinateur Marsault est annulée après des menaces proférées à l'encontre de la galerie Art Maniak par des militants féministes. 
En 2019, l'étal de l'essayiste et militante des droits de l'homme franco-marocaine Zineb El Rhazoui est « saccagé », sur le stand de la maison d'édition à la Foire du livre de Bruxelles.
Le 17 décembre 2020 est inauguré à Paris le Ringstore, un café-librairie, vendant notamment les livres d'auteurs comme Laurent Obertone, Papacito et Marsault. Le magasin est situé quai des Grands-Augustins, dans le 6e arrondissement de Paris, où se trouve le nouveau siège des éditions.
Le 1er mai 2021, le site ActuaLitté annonce que Laura Magné, directrice éditoriale chez Ring, ainsi que trois auteurs (Marsault, Papacito et Laurent Obertone), quittent ensemble la maison d'édition,. Dans la soirée du même jour, le fondateur de la maison d'édition, David Serra, publie un communiqué : « J'ai décidé de me retirer du monde de l'édition de livres et de mettre en vente la maison d'édition Ring. » Son retrait est motivé par un drame familial survenu récemment.

### Données économiques
Fin 2013, les éditions Ring ont réalisé 785 000 euros de chiffre d'affaires et 130 000 euros de bénéfices, ce qui représente pour Les Inrockuptibles « un score impressionnant au vu du catalogue modeste — une quarantaine de livres — et d’une équipe réduite ». En 2014, le chiffre d’affaires retombe sous les 250 000 euros.

## Ligne éditoriale et critiques
Les éditions Ring ont fait l'objet d'accusations quant à leur supposé positionnement politique. Elles sont considérées par l'universitaire Pascal Durand comme un média typique de la « posture néo-réactionnaire », tandis que le journal Libération classe les éditions Ring comme référence des droites conservatrices et identitaires, qui tire ses meilleurs ventes des ouvrages de la fachosphère. 
Critiquant une mise en avant de textes perçus comme xénophobes (La France Orange mécanique de Laurent Obertone, vu comme une compilation de faits divers attribués en partie à des enfants d'immigrés, ou encore Une élection ordinaire du journaliste Geoffroy Lejeune, qui narre en fiction l'élection d'Éric Zemmour à la présidence de la République), ou encore climatosceptiques (comme l'ouvrage de l'ancien journaliste météo Philippe Verdier), Libération affirme que c'est une maison d'édition d'extrême droite. 
J.-L. Hippolyte, de l'université Rutgers, reproduit la description que David Serra a donnée de l'un des anciens auteurs phares des éditions Ring, Maurice G. Dantec : « chrétien sioniste, pro-américain, anti-laïque, militant contre-révolutionnaire. »
Dans une enquête sur « la droite extrême à l'assaut du livre », Ellen Salvi, journaliste à Mediapart, relève en 2016 qu'« en l'espace de quatre ans, elle s'est imposée dans le paysage médiatique en publiant des fictions et des documents volontairement provocateurs, mis en scène dans des bandes-annonces anxiogènes et promotionnés via un usage pour le moins agressif des réseaux sociaux. » David Serra rejette le qualificatif d'extrême droite, affirmant qu'il « [se] fiche de la politique » et que « ce n’est pas parce [qu'il a] publié deux auteurs de droite [qu'il l'est lui-même]. » D'après Les Inrockuptibles « le magazine Sur le ring, fondé par le même Serra, serait pourtant politique, en se basant sur la profession de foi de la revue : il s’agit de “poser une bombe dans la sale ambiance humaniste”. Les “ennemis” sont listés dans un inventaire : “altermondialistes, rappeurs, féministes, antiracistes, bobos”… »
En 2012, Le Point voit Ring comme « un éditeur différent » et « une nouvelle sensation dans l'édition française », en soulignant également les qualités stylistiques de la maison : « Le travail sur la fabrication de leurs livres est minutieux. Le clair et le beau, une règle pour les ouvrages publiés, une règle aussi pour le site Ring.fr, annoncé comme un croisement des lignes par son ergonomie et par son esthétique. Étonnant, et “neuf”. »